# MiC
MiC（ミック、1981年9月22日 - ）は、日本のラジオパーソナリティ、スタジアムDJ、MC、ナレーター。 東京都出身。血液型はB型。株式会社F-FactoryJapan所属。

## 担当番組

### ラジオ
- エフエム戸塚「MUSIC HOT LINER」番組DJ（2013−2015年）
- エフエム戸塚「年越し4時間生放送特番」パーソナリティー（2014年）
- 茨城放送「CONNECT」月曜・火曜（2018年 - ）
- 茨城放送「GO! GO! 茨城ロボッツ」 (2018年 - )
- 茨城放送 公開特番「飛び出せ！石岡のおまつり」 (2018年)
- 茨城放送 元日公開特番「CONNECT NEW YEAR’S PARTY」 (2019年)
- 茨城放送 公開特番「水郷潮来あやめ祭り」(2019年)
- LuckyFM「元日特番 ぴょんぴょんラジオ」(2023年)
- LuckyFM「LuckyFesスペシャル特番 LuckySpace ON AIR」(2024年)

### ナレーション
- TS ONE「EXILE THE SECOND THE ON〜音〜」（2017年〜）
- TS ONE「SPYAIRのPUMP UP ONE」（2017年〜）
- TS ONE「かみさまさんぽ」（2017年〜）
- TS ONE UNITED「降幡愛の”愛”とかいて”ラブ”とよむ」(2018年)
- TS ONE UNITED「KEVINのFUN! FAN! FUN!」（2018年）
- TS ONE UNITED「内田真礼のアルバム出すってよ」（2018年）
- アニソンHOLIC特番「EXILE THE SECOND THE ON〜音〜」(2018年)
- Crimson FM「SPYAIRのあまからレディオ」（2017年3月）
- Crimson FM「EXILE THE SECOND THE WILD」（2017年3月）

## その他

### スタジアムDJ
- ベガルタ仙台（2019年 - ）

### ナレーション / CV（コンテンツ）
- サントリー✖︎AERA×BURNEYS NEWYORKイベント（2014年）
- ニコニコ生放送「柿原・渚のお悩み占っちゃえBAR」（2015年）
- オーディオブックコンテンツ ナレーション(2020年1月,3月)
- 海外ドラマ『ザ・ラストシップ』プレスリリースイベント（2016年）
- J:COM「ピックアップなかの」歴史民俗資料館マスコットCV（2016年）
- ゲームアプリ「ソウル・オブ・セブンス」特設コンテンツ（2016年）

### ナレーション /（VP）
- うずしお科学館「うずしおゾーン」映像ナレーション(2017年)
- アイディーズ、アキレス、アルテクナ、アスリートキャリアパートナー（山愛）